# 木衛五十
木衛五十是环绕木星运行的一颗小卫星。

## 发现
2003年2月6日布雷特·J·格拉德曼、约翰·卡维拉斯、让-马克·皮提（Jean-Marc Petit）、莱恩·阿兰、斯科特·谢帕德、戴卫·杰维特、简·克莱纳等天文学家发现了S/2003 J 17。於2009年11月9日S/2003 J 17以宙斯與塞勒涅(Selene)的女兒赫斯(Herse)命名，或稱木衛五十。

## 轨道数据
木衛五十的轨道平均半径为22,992,000千米，它的公转周期为714日又11小时又17分，轨道離心率为0.2378，轨道倾角为164.917°，因此它的公转方向与木星的自转方向相逆。
木衛五十与木卫十一属于同一群。

## 物理数据
木衛五十的直径约为2千米，它的密度估计为2.6g/cm3。估计它主要是由硅酸盐岩石组成的。它的表面非常暗，反照率只有0.04，也就是说只有4%的入射光被反射。